# Граждан Віталій Вікторович
Віта́лій Ві́кторович Гра́ждан (9 листопада 1978, Білгород-Дністровський) — мер Білгорода-Дністровського з 2020-2024 року, обраний від проросійської партії ОПЗЖ.

## Життєпис
Народився 9 листопада 1978 року в Білгороді-Дністровському.

### Освіта
1995 року закінчив школу № 2. З 1995 до 1999 року навчався в Одеському інституті Сухопутних військ. З 2001 до 2005 року навчався в Одеському національному університеті ім. Мечникова за спеціальністю «Правознавство», отримав кваліфікацію юриста.

### Кар'єра
З 1999 до 2009 року проходив військову службу на посаді заступника командира роти з виховної роботи, начальником клубу частини у військовій частині А0664 у Білгороді-Дністровському.
З 2009 року працював на посадах слідчого військової прокуратури Болградського гарнізону, прокурора прокуратури та старшого прокурора військової прокуратури Білгород-Дністровського гарнізону. 2015 року Граждана звільнили з посади у зв'язку зі скороченням штату.
З 2015 року — депутат Білгород-Дністровської міської ради VII скликання, голова постійної комісії з питань законності, регламенту, захисту прав громадян. З 2015 року працював в адвокатському об'єднанні «Absolvo».

### Міський голова
25 жовтня 2020 року обраний мером Білгорода-Дністровського від партії ОПЗЖ.
5 січня 2023 року делегація польського Сопоту на чолі з мером Яцеком Карновським (пол. Jacek Karnowski) відвідала Білгород-Дністровський; разом із Гражданом підписано договір про співпрацю між містами.

## Розслідування
7 липня 2022 року на сесії Білгород-Дністровської районної ради сталася бійка між мером Гражданом та головою районної ради Григорієм Мельниченком після взаємних образ, після чого чиновники обмінялися ударами. Причини залишилися нез'ясованими.
У жовтні 2022 року Граждан заявив, що його побили у власному кабінеті співробітники СБУ. Граждан подав скаргу, було відкрито розслідування.
На початку 2023 року Віталій намагався наїхати автомобілем на співробітників СБУ та прокуратури, які прийшли вручати йому обвинувальний акт.
У червні 2023 року Граждана затримали за звинуваченням у рекеті. Він намагався продати незаконно привласнену базу відпочинку на узбережжі. 20 липня Граждану було повідомлено про підозру.